# Deutsche Messe (Schubert)
La Deutsche Messe ("Messe allemande", de son vrai titre : Gesänge zur Feier des heiligen Opfers der Messe , "Chants pour la célébration de la Sainte Offrande de la Messe", D. 872) est une œuvre de musique sacrée de Franz Schubert composée en 1826.

## Histoire
L'œuvre est une commande de Johann Philipp Neumann qui en a écrit les textes. Schubert en a fait deux versions, la première pour un chœur mixte à quatre voix et un orgue, et une seconde avec en plus un ensemble d'instruments à vent comprenant deux clarinettes, deux hautbois, deux bassons, deux cors, deux trompettes, trois trombones, ainsi que deux timbales et une contrebasse. De son côté, Ferdinand Schubert, le frère de Franz, fit plusieurs arrangements dont un pour chœur de garçons à trois voix avec orgue, ainsi qu'un autre, a cappella, pour quatre voix masculines adultes. La diffusion de l'œuvre connaît d'autres arrangements selon les capacités et les goûts des paroisses.
L'œuvre reçoit le nom de Deutsche Messe car elle est en allemand et non pas en latin comme les autres œuvres de musique liturgique catholique. Le fait d'avoir utilisé une langue autre que le latin, l'interprétation très libre et romantique du texte liturgique aboutirent tout d'abord au rejet de l'œuvre par l'archidiocèse de Vienne. Cependant elle finit par acquérir une grande popularité notamment par la diffusion de la messe en allemand, dans la première moitié du XXe siècle.
Les chœurs dont est composée la Deutsche Messe sont aujourd'hui encore très populaires en Autriche et dans le sud de l'Allemagne. On les retrouve dans de nombreuses versions régionales du livre de chants et de prières catholiques appelé Gotteslob (de) (Louange à Dieu). L’œuvre entière elle-même est aussi très populaire en Suisse (y compris francophone), comme en témoigne sa reprise rituelle chantée par la foule pour chaque Schubertiade d'Espace 2, le festival biannuel de musique organisé par cette chaîne de la Radio Télévision Suisse,.

## Description

### Musique
La Deutsche Messe est basée sur une écriture mélodique diatonique simple et accrocheuse, et un rythme uniforme ; des complications qu'auraient amenées des modulations complexes sont évitées, la rendant facile à chanter par tout le monde. Les huit pièces, structurées en strophes et de style homophonique, rappellent dans leur déclamation syllabique simple les chants populaires. Schubert a été influencé par la mise en musique d'un autre texte allemand d'inspiration religieuse, le célèbre Deutsches Hochamt (« Grand-messe allemande ») composé par Michael Haydn et publié en 1800.

### Texte
Le texte n'est pas une traduction des textes traditionnels en latin, mais un écrit original de Johann Philipp Neumann fait en 1826. Comme les textes originaux du rite catholique en latin, les textes de la Deutsche Messe mêlent les textes latins chantant la gloire de Dieu, et ceux qui parlent de l'homme et de ses inquiétudes sur la Terre. Les incipit sont les suivants :
1. Pour l'Introït : Wohin soll ich mich wenden ("Où dois-je me tourner ?")
2. Pour le Gloria : Ehre sei Gott in der Höhe ("Gloire à Dieu au plus haut des cieux")
3. Pour l'Évangile et le Credo : Noch lag die Schöpfung formlos da ("La Création était là, encore informe")
4. Pour l'Offertoire : Du gabst, o Herr, mir Sein und Leben ("Tu m'as donné, Seigneur, l'être et la vie")
5. Pour le Sanctus : Heilig, heilig, heilig ! Heilig ist der Herr ! ("Saint, Saint, Saint ! Saint est le Seigneur !")
6. Après l'Élévation : Betrachtend Deine Huld und Güte ("Contemplant ta grâce et ta bonté")
7. Pour l'Agnus Dei : Mein Heiland, Herr und Meister ("Mon Sauveur, mon Seigneur et mon Maître")
8. Chant final : Herr, Du hast mein Fleh'n vernommen ("Seigneur, Tu as entendu ma prière"[4])

Annexe : Das Gebet des Herrn („Anbetend Deine Macht und Größe“) (Notre Père ("Adorant ta puissance et grandeur"))

## Enregistrements
- Schubert : Deutsche Messe mit Anhang "Das Gebet des Herrn", D 872 - Lucia Popp (soprano), Adolf Dallapozza (ténor), Dietrich Fischer-Dieskau (baryton), Chœur et orchestre symphonique de la Radiodiffusion bavaroise, Wolfgang Sawallisch (direction). Label : EMI Classics

## Sources
- (de) Cet article est partiellement ou en totalité issu de l’article de Wikipédia en allemand intitulé « Deutsche Messe (Schubert) » (voir la liste des auteurs).
- (de) « Publications de et sur Deutsche Messe (Schubert) », dans le catalogue en ligne de la Bibliothèque nationale allemande (DNB).